# Tjeknalis (Jokkmokks socken, Lappland, 739876-166995)
Tjeknalis är en sjö i Jokkmokks kommun i Lappland och ingår i Luleälvens huvudavrinningsområde. Sjön är 21 meter djup, har en yta på 2,23 kvadratkilometer och befinner sig 258 meter över havet.
Tillsammans med Vajkijaure, Saskam och Klubbuddsjön ingår Tjeknalis i ett dämningsområde som regleras av en damm vid Akkats kraftstation och vars vattenyta varierar mellan 258 och 260 meter över havet.

## Delavrinningsområde
Tjeknalis ingår i det delavrinningsområde (740091-166672) som SMHI kallar för Utloppet av Tjeknalis. Medelhöjden är 319 meter över havet och ytan är 17,56 kvadratkilometer. Det finns inga avrinningsområden uppströms utan avrinningsområdet är högsta punkten. Vattendraget som avvattnar avrinningsområdet har biflödesordning 3, vilket innebär att vattnet flödar genom totalt 3 vattendrag innan det når havet efter 192 kilometer. Avrinningsområdet består mestadels av skog (81 procent). Avrinningsområdet har 2,38 kvadratkilometer vattenytor vilket ger det en sjöprocent på 13,6 procent.